# 作木村
作木村（さくぎそん）は、かつて広島県の北東部にあった村。双三郡に属した。
市町村制施行（1889年4月1日）以来地理的事情もあって115年間単独村政を貫いてきたが、2004年4月1日に三次市と甲奴郡甲奴町、双三郡の全6町村が対等合併して改めて三次市が設置されたことに伴い、消滅した。

## 沿革
- 1889年4月1日 市町村制施行。作木村域には当時三次郡作木村があるのみであった。
- 1898年10月1日 三谿・三次両郡が統合して双三郡が成立したことに伴い作木村は双三郡の村になる。
- 1963年6月30日 国鉄三江南線（当時）・式敷（安芸高田市高宮町） - 口羽（島根県邑智郡邑南町）間が開業し、村内に初めて鉄道が通る。このとき村内には香淀駅が置かれた他、村の中心地にほど近い島根県邑智郡羽須美村（現：邑南町）上田地区に作木口駅が設置され、便宜が図られた。
- 1975年4月1日 1974年11月12日政令第364号により島根県道・広島県道8号大田三次線が国道375号に昇格する。
- 1975年8月31日 国鉄三江線が口羽 - 浜原（島根県邑智郡美郷町）間の開通をもって全通する。この時村内には伊賀和志駅が設置された。
- 1996年11月12日 広島県道62号庄原作木線の難所・便坂に便坂トンネルが開通する。
- 2004年4月1日三次市と甲奴郡甲奴町、双三郡の全町村の対等合併による新・三次市成立に伴い、消滅する。

## 歴代村長
- 増田和俊（1999年 - 2004年）[1]

## 地理

### 河川
- 江の川

### 山
- 女亀山（標高830.3m）
- 三国山（標高795.4m）
- 新造地山（標高785.7m）
- 摺滝山（標高748m）
- 岩倉山（標高616.8m）
- 多幸太山（標高564.2m）

## 名所・旧跡
- 常清滝（日本の滝百選の一つ）
- 香倶神社の大イチョウ
- 川の駅常清
- 江の川カヌー公園さくぎ
- 殿敷（旧庄屋屋敷）
- 後鳥羽院尊儀・後鳥羽院御陵

## 産業
農業が主力産業で、村内には観光梨園がある。

## 大字（2004年3月31日当時のデータ）
- 伊賀和志（いかわし）
- 大津（おおつ）
- 大畠（おおばたけ）
- 大山（おおやま）
- 岡三渕（おかみぶち）
- 上作木（かみさくぎ）
- 香淀（こうよど）
- 下作木（しもさくぎ）
- 西野（にしの）
- 光守（みつもり）
- 森山中（もりやまなか）
- 森山西（もりやまにし）
- 森山東（もりやまひがし）
- 門田（もんで）

## 交通（2004年3月31日当時のデータ）

### 鉄道
- JR三江線が通っており、村内には以下の施設がある。
  - 伊賀和志駅 - （この間は島根県邑智郡邑南町を通過） - 香淀駅
  - 上述のように、村への入口として機能してきたのは、羽須美村（現邑南町）にある作木口駅。

### 道路
国道
- 国道375号
- 国道433号
- 国道434号（村内は全区間国道375号・国道433号と重用）

主要地方道
- 広島県道・島根県道4号甲田作木線
- 島根県道・広島県道7号浜田作木線（村内は全区間広島県道・島根県道4号甲田作木線と重用）
- 広島県道62号庄原作木線

一般県道
- 広島県道・島根県道112号三次江津線（村内は全区間国道433号→国道375号→広島県道・島根県道4号甲田作木線〔島根県道・広島県道7号浜田作木線重用〕と重用）
- 広島県道436号香淀三次線
- 広島県道437号大津横谷線

## 教育（2004年3月31日当時のデータ）

### 小学校
- 作木村立作木小学校

### 中学校
- 作木村立作木中学校

※以前は交通が不便な土地だったため広島県立三次高等学校作木分校があったが、1987年に廃校になった。